# Massacre de Karantina
La Massacre de Karantina va tenir lloc el 18 de gener de 1976, al començament de la guerra civil libanesa. Karantina era un barri de barraques d'uns 13.000 habitants, principalment palestins musulmans, enclavat a Beirut Est, que era majoritàriament cristià. Controlat per les forces de l'Organització per a l'Alliberament de Palestina (OLP), Karantina estava poblada principalment per palestins, kurds, sirians i armenis. Els combats i la posterior massacre també van afectar una antiga zona de quarantena propera al port i al barri de Maslakh.
Les milícies del Front Libanès, majoritàriament cristià i ultradretà i, en concret, les falanges libaneses, van prendre Karantina i van matar aproximadament unes 1.500 persones, gairebé tots ells musulmans, i van expulsar la resta dels habitants del barri després d'haver cremat casa seva. Alguns dels refugiats palestins, inclosos nens, van ser portats com a trofeu a una marxa militar falangista per Beirut Est, i després els homes van ser afusellats contra una pareda. Danny Chamoun, fill de l'expresident libanès Camille Chamoun i un dels líders de les forces falangistes, va justificar la massacre com una operació urbanística per expulsar unes persones que vivien en terrenys de propietat privada i així poder desenvolupar aquests terrenys.
Poc després de la massacre de Karantina, el 18 de gener de 1976, l'exèrcit de les falanges libaneses (KRF), els Guardians dels Cedres (GoC), la milícia dels Tigres (NLP) i el Moviment de la Joventut Libanesa (LYM) van posar sota setge el campament de refugiats palestins de Tel al-Zaatar, després de la presa del qual van desencadenar la massacre de Tel al-Zaatar. Alhora, la massacre de Damur va ser una represàlia de les forces de l'OLP per la massacre de Karantina.
Una fotografia feta durant la massacre per la fotògrafa francesa Françoise Demulder va rebre el premi World Press Photo of the Year el 1977, convertint-se en la primera dona a obtenir aquest guardó. Catalogada com la millor fotografia de l'any, aquesta imatge en blanc i negre mostra una dona palestina davant de casa seva en flames, implorant un falangista libanès.